# Ralph Schraivogel
Ralph Schraivogel (* 4. Juni 1960 in Luzern) ist ein Schweizer Grafikdesigner, Plakatgestalter und Dozent.

## Leben
Ralph Schraivogel studierte von 1977 bis 1982 an der Schule für Gestaltung Zürich und eröffnete anschließend ein eigenes Studio in Zürich. Von 1983 bis 2006 prägte er das Erscheinungsbild des Filmpodium Zürich. Neben Arbeiten für zahlreiche Schweizer Kulturinstitutionen entwirft er seit 1984 regelmässig Plakate für das Museum für Gestaltung Zürich. Besondere Aufmerksamkeit bekamen die Plakate für das Festival des Afrikanischen Films, Cinemafrica 1989–2006. Werke von Ralph Schraivogel sind in internationalen Sammlungen vertreten, unter anderen im Museum of Modern Art in New York und im Stedelijk Museum in Amsterdam.
Er ist Jan Lenica- und Yusaku Kamekura-Preisträger und gewann 2016 den Schweizer Grand Prix Design des Bundesamts für Kultur. Von 1992 bis 2001 unterrichtete Ralph Schraivogel an der Hochschule für Gestaltung und Kunst Zürich und war 2000/2001 Gastprofessor an der Hochschule der Künste Berlin. Von 2003 bis 2024 unterrichtete er an der Hochschule Luzern. 1995 wurde Ralph Schraivogel in die Alliance Graphique Internationale (AGI) aufgenommen.

## Einzelausstellungen (Auswahl)
- 1997: Ralph Schraivogel. Shifted Structure, ddd gallery, Osaka, Japan[7]
- 2002: Ralph Schraivogel. Posters, Design Centrum, Brno, Tschechien[8]
- 2002: Ralph Schraivogel in Tehran, Iranian Artists‘ House, Tehran, Iran[9]
- 2003: Ralph Schraivogel, Galerie Anatome Paris, Frankreich[10]
- 2004: Ralph Schraivogel, Museum für Gestaltung Zürich, Schweiz[11]
- 2009: Ralph Schraivogel. Laureat Exhibition, Jan Lenica Award, National Museum Poznan, Polen[12]
- 2010: Ralph Schraivogel, ggg gallery, Tokyo, Japan[13]
- 2017: Ralph Schraivogel, Le Signe - Centre National du Graphisme, Chaumont, Frankreich[14]

## Auszeichnungen (Auswahl)
- 1994: Gold, Warsaw International Poster Biennale, Polen[15]
- 1994: Gold, Golden Bee, Moscow International Poster Biennale, Russland[16]
- 1995, 1997, 2000: Schweizer Design-Preis, Bundesamt für Kultur, Schweiz[17]
- 1997, 2010, 2017: Grand-Prix, Festival international de l’affiche et du graphisme de Chaumont, Frankreich[18]
- 1998: Grand Prix, Brno International Biennale of Graphic Design, Tschechien[19]
- 2001, 2004: Gold, Ningbo International Poster Exhibition, China[20][21]
- 2002: Gold, New York Art Directors Club, USA[22]
- 2007: Gold, Tehran International Poster Biennial, Iran[23]
- 2009, 2015: Grand Prix, Toyama International Poster Triennial, Japan[24][25]
- 2009: Jan Lenica Award, National Museum Poznan, Polen[26]
- 2010: Gold, Brno International Biennale of Graphic Design, Tschechien[27]
- 2011, 2014, 2015: Gold, Swiss Poster Award[28][29][30]
- 2012, 2021: Gold, Toyama International Poster Triennial, Japan[31][32]
- 2015: Yusaku Kamekura International Design Award, Japan[33]
- 2016: Schweizer Grand Prix Design, Bundesamt für Kultur, Schweiz[34]

## Monographien (Auswahl)
- Ralph Schraivogel in Theran. Iranian Graphic Designers Society, Theran 2002, ISBN 964-306-360-7.
- Ralph Schraivogel. Museum für Gestaltung Zürich, 2003, ISBN 3-03778-016-9.
- Ralph Schraivogel. ggg gallery, Tokyo 2010, ISBN 978-4-88752-318-0.
- Ralph Schraivogel. National Museum Poznan, 2013, ISBN 978-83-89053-49-7.